# Bidar Bakt
Mohamed Bidar Bakht (1670. augusztus 4. – 1707. június 8.) mogul herceg, Mohamed Azám Sah legidősebb fia, aki rövid ideig mogul sah is volt 1707-ben. Hitvese Dzsahánzeb Banu Begam volt.
Sikeres hadvezér hírében állt, aki korának legrátermettebb mogul hercege volt. Nagyapja, Aurangzeb sah kedvenc unokája volt.

## Családi háttere
Mohamed Bidar Bakht 1670. augusztus 4-én született Mohamed Azám hercegnek és szeretett feleségének, Dzsahanzeb "Dzsani" Begamnak. A 'Bidar Bakht' nevet Aurangzeb sahtól kapta, apai nagyapja után. Bidar anyja, Dzsani Begam, mogul hercegnő volt, egy mogul trónörökös Dara Sikoh lánya, aki dédapja, Sáh Dzsahán mogul sah legidősebb fia volt. A herceg anyai nagyszülei így Dara Sikoh és szeretett hitvese, Nadira Banu Begum voltak.
Aurangzeb egész életében kivételes szeretetének jelét mutatta Azám, Dzsani és Bidar Bakt herceg iránt, aki nemes jellem, megfontolt és sikeres hadvezér volt, mindhármuknak folyamatosan pazar ajándékokat adott. Bidar Bakt volt nagyapja kedvenc unokája.

### Házassága
16 éves korában, 1686. december 3-án, Bidar Bakt elvette Samsz-un-Niszát (vezetékneve Puti Begam volt), Kamr-ud-Din lányát (aki a Muktár kán címet viselte) Szolápurban. Ő a Ben-i-Muktar család tagja volt, amelyet a legnagyobb tisztelet övezett a moszlimok között. Bidar mindig nagy szeretetet mutatott Samsz-un-Nisza iránt, aki dölyfösnek és büszkének tűnt. Samsz-un-Nisza Bidarnak fiút szült, Sahzada Firúz Baktot, 1695. augusztus 23-án. Mohamed Firúz Bakt Mohamed Azám Sah és Dzsahanzeb Banu Begam unokája, és Aurangzeb dédunokája volt. Azon kívül Dara Sikoh dédunokája is volt.

## Katonai pályafutása
1688-ban, a sah elküldte kedvenc unokáját, a 17 éves Bidar Bakt herceget, hogy vegye át a legfelsőbb parancsnokságot a dzsat háborúban. Bisan Szing Kacshavát, Amer (Dzsaipur) új rádzsáját, nevezték ki Muttra parancsnokának egy különleges feladattal, hogy irtsa ki a dzsatokat. Bidar Bakt nagy eréllyel vetette magát bele a mogul hadműveletekbe. A herceg ostrom alá vette a Szinszani erődöt. Csapatai nagy megpróbáltatásokon mentek keresztül az ellátmány és víz hiánya miatt. Ütegeikkel végül sikerült rést nyitniuk az erőd falán, megrohamozták a rést, majd 3 óra kitartó küzdelem után elfoglalták az erődöt. A mogulok vesztesége 900 fő, míg a dzsatoké 1500 volt. Ennek a hadjáratnak az eredményeként a dzsat vezetők száműzetésbe kényszerültek és a körzet néhány évre élvezhette a békét.

## Rádzsarám legyőzése
1699-ben a sah sürgős parancsot küldött Bidar Bakt hercegnek hogy győzze le és üldözze el Cshatrapati Rádzsarám ellenséges erőit Szúratból, ami a birodalom határain belül helyezkedett el. A herceg, aki 32 km-rel nyugatra szállt meg Mirádzstól családjával, akikkel Panhalába tartottak, megszakította útját, családját és poggyászát hátrahagyva Mirádzsban, azonnal az ellenség nyomába eredt. 6 kilométerrel Parenda erődje után Bidar Bakt ráakadt a marathákra. Rádzsarám maga biztonságos távolságban állt meg 13 km-rel odább, keletre, és csak katonáit küldte vissza Danadzsi Dzsadhav parancsnoksága alatt, hogy ellenőrizze a herceg előrenyomulását. Véres harcok után a marathák ellenállása megtört és Ahmednagar felé menekültek (november 13-án vagy 14-én). Két nappal később, a herceghez csatlakozott Csin Kalics kán Barsziban (32 km-re keletre Parendától), és folytatták az üldözést november 22. és 23. környékén.

## Mint alkirály

### Malva: 1704–1706
Nagyapja, Aurangzeb sah Bidart nevezte ki Malva helytartójának 1704. augusztus 3-án. A herceg bizonyította, hogy bátor és ügyes hadvezér. Ekkor már Aurangábád helytartója volt, és megőrizte ezt a posztját is az új mellett. A herceg tizenkilenc hónapos igazgatása rendkívül tevékeny volt Malvában. Gyakran vonult Malvából Kandesbe, és vissza, ahogy az az északi tartományokból a kincsszállítások Agrába megkövetelték. Bidarnak meg kellett oldani a bhilek és kolik helyi problémáit Nemad és Malva más körzeteiben és a tőle délre eső területeken. Ezek a felkelések a marathák előző évi betörésének voltak a következményei. A bhilek zavargásokat okoztak az északnyugati határtérségben is, ahol megépítették Gagron erődjét. Egy újabb inváziótól tartva a hercegnek Malvába kellett mennie, hogy kísérje a kincsszállítmányt, ám megbetegedett (1703. december – 1705. január). Ebben az időben nevezte ki II. Dzsai Singhet, Amerből, aki megbízható asszisztense volt, hogy kísérje a kincseket, és legyen a helyettese Malvában.
A sah kifogásolta a kinevezést és megparancsolta, hogy Dzsai Szinget rendeljék vissza és Álam kánt nevezte ki helyébe. Azt is elrendelte, hogy rádzsputot nem lehet szubahdárnak vagy faudzsdárnak kinevezni. Bidar Bakt parancsba kapta, hogy foglalja vissza Szanszanit, (egy erőd Baratpur közelében), amelyet nem sokkal előtte a dzsatok elfoglaltak. A herceg eleget kívánt tenni a feladatnak, de betegsége és egyéb tennivalói Malvában ebben meggátolták. 1705 esős évszakában a herceg kénytelen volt Malvában maradni. 1705 utolsó hónapjaiban Bidar Baktot feladatai alól felmentették. Aurangabad és Kandes tartományokat apjára, Azám hercegre bízták, aki Gudzsarátban volt előtte.
Bidar Bakt továbbra is aktív szolgálatban maradt a marathákkal szemben Kandesben. 1705 novemberében Malvába ment, hogy megvizsgálja és megoldja a panaszokat Dzsai Szinggel és beosztottjaival szemben. Időközben Azám herceg 1705. november 25-én Malván keresztül az uralkodóhoz tartott, anikor Bidar Dharba ment, hogy találkozzon az apjával. A sah megharagudott Bidarra, amiért az nem tért vissza, Burhanpurba a marathákra vadászni. A hercegnek Nolaiba (Badnagar) kellett vonulnia, hogy összecsapjon a maratha erőkkel, akiket a maratha Parszu küldött, hogy ismét segítsen Gopál Szing Csandravat újabb lázadásában. Gudzsarát tartományt megszállták a marathák és a sah azonnal elrendelte, hogy Bidar Bakt vonuljon oda. A herceg 1706 áprilisában elhagyta Malvát és Gudzsarátba vonult.

### Gudzsarát: 1706–1707
1706-ban Bidart küldték, hogy vegyék át Gudzsarát tartományt apja után, míg meg nem érkezik az új szubahdar, Ibrahim kán Kashmírból (aki azonban meghalt az úton). Malvát és Kandest Kán-el-Álam illetve Nadzsabat kán parancsnoksága alá rendelték. 1706-ban egy maratha behatolást Gudzsarátba egy megsemmisítő katasztrófa követett, amit a mogul hadsereg szenvedett el Ratanpurban. Ez felbátorította a birodalom ellenségeit. Adzsit Szing harmadszor is fellázadt. Durgadasz megint elmenekült és lázítani kezdett Teradban és egyéb helyeken. Ám Bidar sereget küldött ellene, és most Koli tagolt vidékére bujdosott el Szúrattól délre.

## Halála
1707 júniusában ölték meg a Dzsadzsaui csatában, Agra közelében apja, Azám sah, oldalán küzdve. Azámot, három testvérét, Dzsavan Baktot, Szikander sahot és Ali Tabart, valamint másokat is később kivégeztek. Humájun sírjába temették el őt Delhibe.

## Fordítás
Ez a szócikk részben vagy egészben  a   Bidar Bakht című angol Wikipédia-szócikk ezen változatának fordításán alapul.  Az eredeti cikk szerkesztőit annak laptörténete sorolja fel. Ez a jelzés csupán a megfogalmazás eredetét és a szerzői jogokat jelzi, nem szolgál a cikkben szereplő információk forrásmegjelöléseként.